# ТГМ6
„ТГМ6“ (на руски: Тепловоз с Гидропередача, Маневровый (ТГМ6)) е съветски модел дизелови локомотиви на Машиностроителния завод в Людиново. Като цяло локомотивът е сходен с предшествениците си ТГМ3, ТГМ4 и ТГМ5. Проектът за него е разработен през 1964 г., а първият локомотив излиза през 1966 г. Серийното производство започва на следващата 1966 г. От тази базова версия са произведени 62 машини до 1970 г.

## Конструкция
Представлява рамен двуталигов локомотив с карданна предавка от хидротрансформатора към колоосите. Редукторите на осите са двустепенни, като първата степен е с конична, а втората с цилиндрична зъбна предавка. Дизеловият двигател е 3А-6Д49 (осемцилиндров, V-образен), с компресор и ход на буталото 260 mm, производство на завода в Коломна. Управлението на двигателя е електрическо с осем нива на мощност. Минималните му обороти (0 - 1 позиция) са 420 min-1, а максималните (8 позиция) - 1000 min-1. Локомотивът има възможност за работа в два режима - влаков с максимална скорост 80 km/h и маневрен с максимална скорост 40 km/h. Хидропредавката на локомотива е УГП-1200, монтирана и на други съветски локомотиви. 
Локомотивите се произвеждат до 2016 година, като общият брой на произведените машини е 3148.
Освен в страните от бившия Съветски съюз, локомотивът е изнасян в Монголия, Куба, България и други страни.

## Mодификации

### ТГМ6А
От тази модификация са произведени 2435 локомотива между 1970 и 1989 г. Основната разлика с базовата версия е увеличената дължина (от 13,5 m на 14,3 m) и увеличената му маса. Друга особеност е липсата на малката предна част от надстройката на коша.

### ТГМ8
Оформен е като нова серия, но с много общо с прототипа (ТГМ6А). Това е експортен вариант с двигател 3АЭ-6Д49 и същата хидропредавка УГП-1200. Съществуват и различни модификации със съответните индекси - ТГМ8Э, ТГМ8ЭК, ТГМ8КМ, ТГМ8П и ТГМ8К.

### ТГМ6Б
Локомотив ТГМ6А-0394 е експериментално оборудван с безчелюстни спирачки и така е обособен в отделна серия.

### ТГМ6В
Модернизиран локомотив с усъвършенствания, които са пренесени в следващата модификация ТГМ6Д. Номерацията му е отделна, построени са 236 броя в периода 1988 - 1990 г. В този локомотив се използва двигател 7-6Д49 с работни обороти 350–950 min-1.

### ТГМ6В-39ххх
Версия на модификацията за износ в Куба. Особеното при тях е, че номерацията е с петцифрен формат с първи цифри 39 и започващи от 001, а двигателят е пригоден за работа в субтропични условия.

### ТГМ6Д
Строителството им започва през 1991 г. са произведени 411 броя локомотиви. Главен отличителен белег е наличието на малка задна надстройка на коша. От № 250 нататък машините са с безчелюстни спирачки. Както и ТГМ6В е оборудван с двигател 7-6Д49, но има възможност за монтаж на други. оборудвани с електрически спирачки. Те са предназначени за пробна експлоатация в депото в Брянск. Максималната мощност на спирачните резистори при естествена вентилация и със скорост на локомотива 40 km/h е 1100-1200 kW.

### ТГМ6Д-39ххх
Малко преди разпада на СССР са произведени осем локомотива от тази модификация за износ в Куба. И при тях двигателят е пригоден за работа в субтропичен климат, а масата им е 78 t (базовата вверсия е с маса 90 t). Предвид последвалите политически събития в края 1991 г. машините така и не са изнесени. Преработени са за работа в климатичните условия на Русия и са продадени на промишлени предприятия. По време на експлоатацията си запазват „кубинските“ номера.

## В България
Локомотивът е внасян в България само за нуждите на предприятия от тежката промишленост.
| Номер      | Година | Собственик      | Бележка                                       |
| ---------- | ------ | --------------- | --------------------------------------------- |
| ТГМ6А-2494 | 1988   | МК „Кремиковци“ | Продаден на „Евроинженеринг“ ООД Стара Загора |
| ТГМ6А-2495 | 1988   | МК „Кремиковци“ |                                               |
| ТГМ6А-2503 | 1988   | МК „Кремиковци“ |                                               |
| ТГМ6А-2504 | 1988   | МК „Кремиковци“ |                                               |
| ТГМ6В-0020 | 1989   | МК „Кремиковци“ |                                               |
| ТГМ6В-0024 | 1989   | МК „Кремиковци“ |                                               |
| ТГМ6В-0030 | 1989   | МК „Кремиковци“ |                                               |
| ТГМ6В-0033 | 1989   | МК „Кремиковци“ |                                               |
| ТГМ6В-0035 | 1989   | МК „Кремиковци“ |                                               |
| ТГМ6В-0136 | 1990   | „КЦМ“ - Пловдив |                                               |
| ТГМ6В-0137 | 1990   | МК „Кремиковци“ |                                               |
| ТГМ6В-0155 | 1990   | МК „Кремиковци“ |                                               |
| ТГМ6В-0156 | 1990   | МК „Кремиковци“ |                                               |
| ТГМ6В-0157 | 1990   | МК „Кремиковци“ |                                               |
| ТГМ6В-0170 | 1990   | МК „Кремиковци“ |                                               |
| ТГМ6В-0171 | 1990   | МК „Кремиковци“ |                                               |
| ТГМ6В-0172 | 1990   | МК „Кремиковци“ |                                               |
| ТГМ6В-0173 | 1990   | МК „Кремиковци“ | Продаден на „Евроинженеринг“ ООД Стара Загора |

## Източник
- Описание на локомотива